# Lóránt Gyula-díj
A Lóránt Gyula-díj Vas megye közgyűlése által alapított elismerés, amelyet évente 1-1 kiváló teljesítményt nyújtó sportolónak illetve edzőnek ítélnek oda.

## Díjazottak
- 2024: Hámori Luca, ökölvívó olimpikon
- 2023: Molnár Dávid, világbajnok lovasíjász
- 2022: Halász Bence, világbajnoki bronzérmes, Európa-bajnoki ezüstérmes kalapácsvető
- 2021: Ekler Luca, paralimpiai bajnok, világ- és Európa bajnok paraatléta és Horváth Attila, világbajnoki bronzérmes, olimpiai, világ- és Európa-bajnoki helyezett diszkoszvető
- 2020: Koltay Árpád, Kőszegi Sportegyesület Tenisz Szakosztályának vezetője
- 2019: Dévai Boglárka,	Európa-bajnok szertornász
- 2018: Törő Miklós, a Szalafő Sportjáért Egyesület elnöke
- 2017: Barta Márton, a Szombathelyi Vízmű SC junior világbajnok úszója
- 2016: Kristóf László, nyugalmazott főiskolai tanár
- 2015: Király Gábor, a Szombathelyi Swietelsky-Haladás labdarúgó csapata, valamint a magyar válogatott kapusa
- 2014: Papp István, nyugalmazott tanár
- 2013: Pünkösty Botond, nyugalmazott vasdiplomás testnevelő tanár
- 2012: Hegedűs Csaba olimpiai bajnok birkózó, edző, sportvezető
- 2011: Gadányi Károly, a	Nyugat-magyarországi Egyetem Savaria Egyetemi Központ elnök-rektorhelyettese
- 2010: Márkus Erzsébet, a Haladás VSE súlyemelő edzője, olimpiai ezüstérmes súlyemelő
- 2009: Szarka Zoltán olimpiai bajnok labdarúgó
- 2008: Tóth Géza, nyugalmazott mesteredző
- 2007: Németh Pál atlétaedző